# جون دالي (مؤرخ رياضة)
جون دالي (بالإنجليزية: John Daly)‏ هو مؤرخ رياضة ‏ أسترالي، ولد في 7 أغسطس 1936، وتوفي في 11 مارس 2018.